# Harry Potter y la Orden del Fénix (banda sonora)
Harry Potter and the Order of the Phoenix: Original Motion Picture Soundtrack es el título del compacto que contiene la banda sonora de la película Harry Potter y la Orden del Fénix, dirigida por David Yates. La composición de la música original estuvo a cargo del compositor británico Nicholas Hooper, conocido por su labor en la musicalización de diferentes proyectos para la televisión británica. El álbum se comercializó el 10 de julio de 2007, un día antes del estreno mundial del largometraje homónimo.
Hooper fue el tercer compositor que tomó las riendas musicales en esta serie de adaptaciones cinematográficas basadas en los libros de J. K. Rowling; previamente, el compositor norteamericano John Williams se había encargado de componer la música de las primeras tres entregas y el escocés Patrick Doyle había realizado idéntica labor en el cuarto episodio, Harry Potter y el cáliz de fuego. 
El álbum recibió críticas variadas tanto por los especialistas en el campo de la música como por los críticos cinematográficos que se ocuparon de reseñar la película y su banda sonora. Entre los puntos negativos se señaló cierta falta de fortaleza temática en el trabajo de Hooper y una escasa autonomía de su música con respecto a las imágenes que acompaña en la película. Las reseñas favorables destacaron la capacidad del compositor para dar cuenta del progresivo oscurecimiento de la trama escrita por el guionista Michael Goldenberg.
Para el 10 de octubre de 2007, el álbum había conseguido una repercusión comercial de 290,2 millones de dólares según informó la revista Film Music Weekly, posicionando a su sello discográfico, Cool Music, en el top 10 de los que habían registrado mayores ingresos en Reino Unido hasta ese momento.

## Compositor
Antes de hacerse cargo de la música de La Orden del Fénix, Nicholas Hooper ya contaba con una larga trayectoria trabajando en la musicalización de producciones televisivas y había escrito música para algunas películas. Su carrera como compositor comenzó en 1985 con el documental The Land of the Tiger producido por National Geographic; años más tarde, el compositor retomaría ese género nuevamente en documentales como Nature y Andres to Amazon. Estos trabajos suelen mostrar al Hooper más colorido que recurre a sonidos exóticos y a la técnica del mickey-mousing; el compositor enfoca su música centrándose en los momentos de tensión que muestran las imágenes cuando se trata de documentales.
Hooper concretó partituras para diversas series televisivas como The Way We Live Now y State of Play, además de numerosos telefilmes como The Best Man, La chica del café y Prime Suspect: The Final Act, popular producción protagonizada por Helen Mirren. Por este trabajo ganó el premio BAFTA en 2007.
En el ámbito televisivo conoció a directores como James Hawes y David Yates con los que colaboraría posteriormente en repetidas ocasiones. Justamente Yates fue el director de The Tichborne Claimant, la primera producción cinematográfica en la cual trabajó Nicholas Hooper.
Tras participar en el quinto episodio cinematográfico de Harry Potter, Hooper se hizo cargo de crear la música para la siguiente producción de la serie, Harry Potter y el misterio del príncipe, que cerraría su ciclo de colaboraciones con este proyecto cinematográfico.
El estilo de Hooper suele incluir sonidos étnicos y, en comparación con los enfoques más clásico-romántico de Williams o Doyle, suele recurrir mucho más a la experimentación con sonoridades electrónicas; es recurrente a lo lago de su carrera el uso de la interfase MIDI para diseñar sonidos que incluye en sus composiciones. También lo diferencia de sus predecesores el uso de colores más contemporáneos como la guitarra y el bandoneón, algunos de los cuales aparecen en La Orden del Fénix. Según Jamie Lynn Webster, estas características junto con la influencia del minimalismo de Philip Glass posicionan a Nicholas Hooper como un músico de estilo post-clásico.

## Desarrollo

### Convocatoria
Hooper había compuesto la música de los cortometrajes con los cuales el realizador David Yates había comenzado su carrera como director y también había vuelto a trabajar con él en varias ocasiones, convirtiéndose así en su compositor habitué. Esta colaboración de más de 15 años le valió a Hooper un premio BAFTA por su aporte a la miniserie The Young Visiters y una nominación por la película televisiva La chica del café de 2005.
Cuando Yates consiguió la dirección de Harry Potter y al Orden del Fénix convocó a Hooper para que se encargara de componer la música; así ambos emprendieron un proceso de negociaciones para convencer a los productores de que contrataran al compositor. Ambos trabajaron con elementos de las obras realizadas previamente por Hooper y presentaron algunas muestras de las mismas a los ejecutivos de Warner Brothers, productora de las películas de Harry Potter. En esta presentación incluyeron dos grandes ideas musicales que luego fueron utilizadas en la banda sonora del filme, una de las cuales resultó ser el tema del Ministerio de Magia que se oye en la pista "The Ministry of Magic". Como ha declarado en algunas ocasiones, para Yates la presencia de Hooper fue imperativa:

En la industria [del cine], el método tradicional para la musicalización suele establecer  que uno consigue a su compositor al final del proceso de producción. Él o ella tendrá en sus manos una película casi terminada y un lapso de tiempo reducido para componer, el cual en ocasiones será de unas semanas y frecuentemente de unos pocos meses. Nick antes que un aventurero que llega al final del proceso es más bien un compañero en el viaje creativo para encontrar la identidad del filme.
David Yates

La noticia sobre el nombramiento de Hooper se hizo pública en abril de 2006, pero recién fue confirmada por la productora a la revista Film Music Weekly en mayo del mismo año luego en un parte de prensa difundido por la compañía.

### Composición

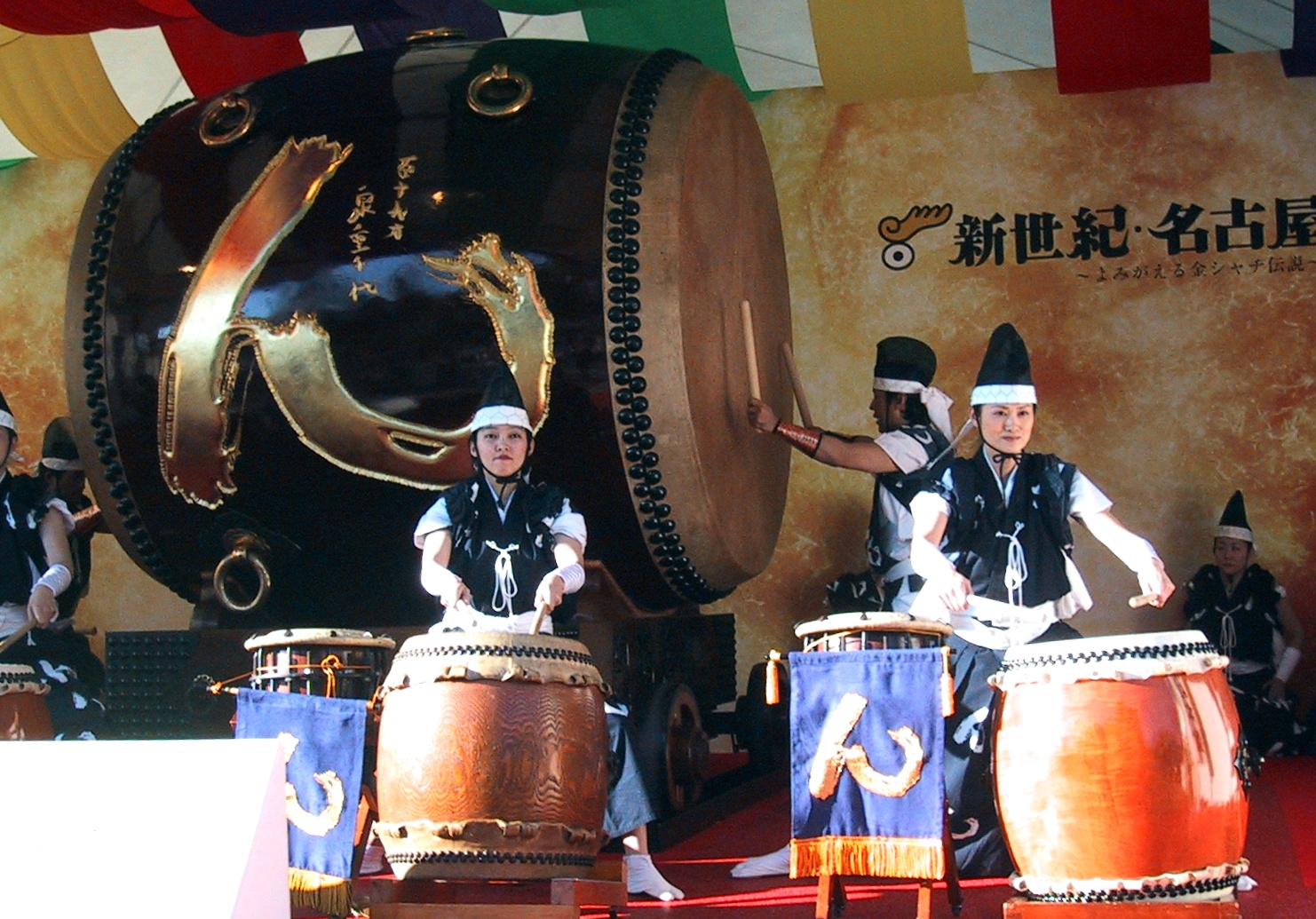
Taiko, instrumento utilizado en la banda sonora.

La concreción de la banda sonora insumió más de un año y medio desde su concepción y desarrollo hasta su culminación. Nicholas Hooper conocía de antemano la novela Harry Potter y la Orden del Fénix, hecho que le facilitó la tarea de componer puesto que ya estaba al tanto de los diferentes núcleos temáticos que abordaba el libro. Tanto es así que cuando el largometraje se encontraba en sus primeras etapas pensó en escribir una gran cantidad de piezas para tener en claro la estructura musical de la película. No obstante, a medida que la cinta fue tomando forma y cambiando, la música de la película evolucionó en consonancia con ese proceso; de este modo se fue dando una evolución orgánica en la música del largometraje. Hooper declaró que pese a sus planes iniciales, las contingencias del proceso de producción fueron alterando el perfil de su trabajo: «Mientras nos acercábamos al montaje final, la música se iba desarrollando más allá de lo que imaginamos inicialmente, así que finalmente tuvimos que luchar contra la falta de tiempo». Estas circunstancias transformaron el proceso compositivo en un proceso de descubrimiento que tuvo sus ventajas creativas y que, según él, logró llevar a mejor puerto su obra.
Lo que se tuvo en claro desde el principio es que el sonido debía acompañar el progresivo oscurecimiento de la trama. Los hechos que se narran en Harry Potter y la Orden del Fénix producen la aparición elementos políticos y psicológicos intensos en la serie, gracias al peligro desatado en el mundo de los magos ahora que el brujo tenebroso lord Voldemort se encontraba libre y en marcha. Esa necesidad no impidió que el compositor también advirtiera la necesidad de ampliar la paleta de colores generando piezas que respondiesen a las vertientes cómicas, dramáticas y aventureras también presentes en la película.
Los núcleos temáticos que Hooper tuvo en cuenta fueron tres: la prominencia que cobra la figura de la profesora Dolores Umbridge, la lenta posesión de Harry Potter por parte de Voldemort y el surgimiento del Ejército de Dumbledore como movimiento de protesta. Esto dio por resultado la aparición de lo que el compositor reconoció como los temas centrales que funcionaron como ejes estructurales de su trabajo. La crítica, sin embargo, señaló cierta falta de una identidad temaria central que estructurase la obra.

### Grabación

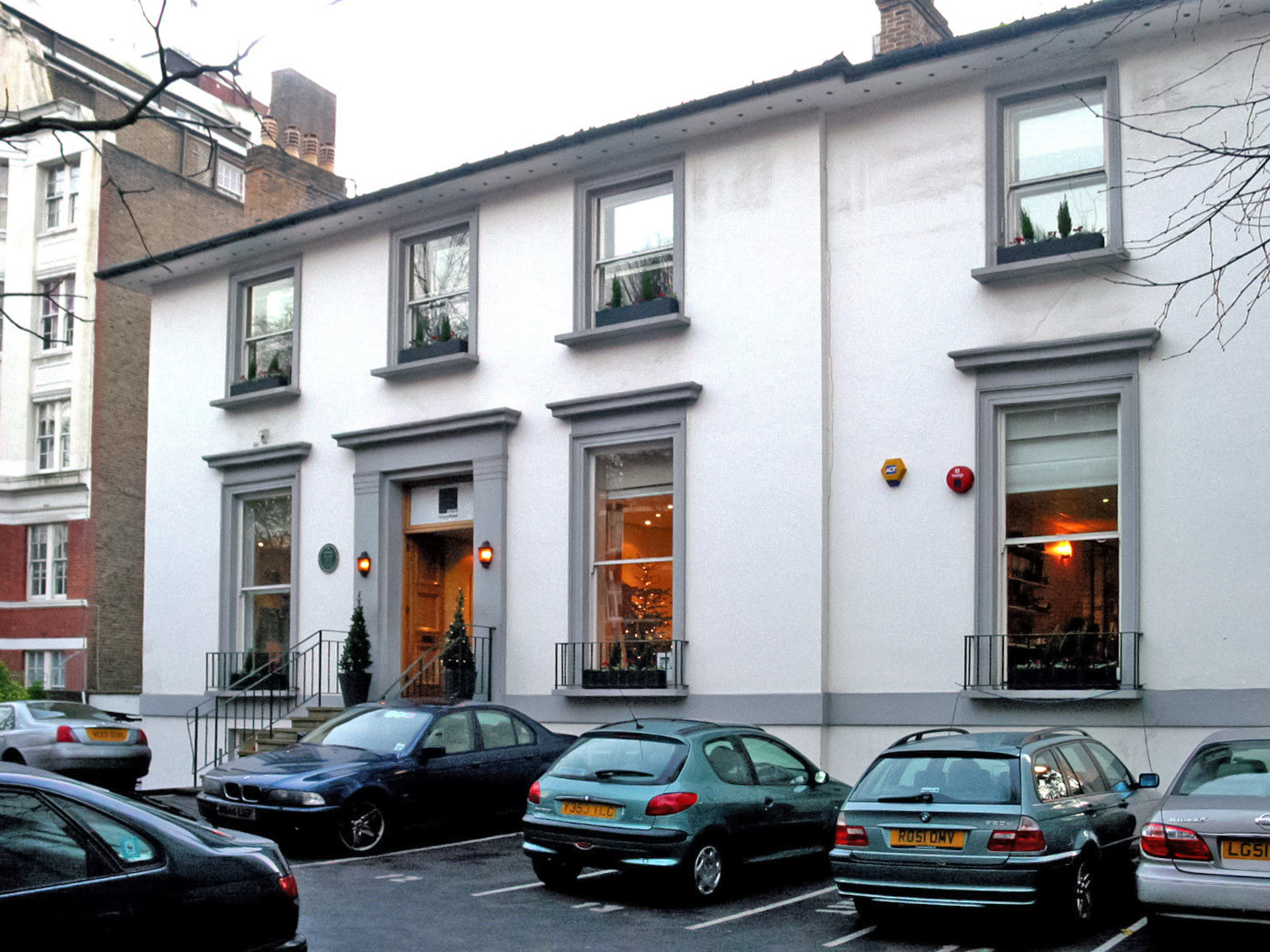
Estudios Abbey Road en Londres.

A partir del 19 de marzo de 2007, el compositor y la Orquesta de Cámara de Londres grabaron casi dos horas de música para el filme en los Estudios Abbey Road, famosos por sus trabajos de acústica y ambiente.
A pesar de la cantidad de música grabada, solo una parte de esta se incluyó en la edición del álbum; buena parte de esa producción consistió en piezas breves que solo se incluyeron en la película para ambientar algunas escenas. Un claro ejemplo es el tema que acompaña la escena en que Harry Potter, Hermione Granger y Dolores Umbridge son atacados por los centauros en el bosque; en la misma se escucha la intervención del taiko, uno de los instrumentos más exóticos y destacables en el repertorio musical de la banda sonora para Hooper. Tampoco se incluyeron otras piezas como la que se escucha en el momento previo a la reunión fundacional del Ejército de Dumbledore, en la cual se percibe una reutilización de "Hedwig’s Theme" compuesto por John Williams para  Harry Potter y la piedra filosofal.
Harry Potter y la Orden del Fénix supuso el trabajo de mayor envergadura comercial para Nicholas Hooper y le permitió trabajar con un enorme equipo –el más grande de su carrera– que incluyó más de 90 músicos, un coro completo y hasta un asistente, privilegio con el cual nunca había contado hasta la fecha. En el equipo de grabación y compilación trabajaron el ingeniero de sonido Peter Cobbin (responsable de idéntica labor en la trilogía El Señor de los Anillos) y el director de orquesta Alastair King (Pirates of the Caribbean: Dead Man's Chest); King también dirigió la música de todo el álbum a excepción del tema "Possession" donde dicha tarea fue realizada por el propio Hooper.
La dirección de orquesta quedó en manos de Marcia Clayford así como las orquestaciones correspondieron a Alastair King, Julian Kershaw, Geoff Alexander, Simon Whiteside y Bradley Miles. Además, se utilizaron algunos samples y arreglos electrónicos de fondo para completar el acabado final de las pistas.

## Promoción y lanzamiento
En marzo de 2007, el sitio web Amazon.com anunció que el álbum con la banda sonora estaría disponible el día 10 de julio de 2007, es decir, un día antes del estreno mundial de La Orden el Fénix; asimismo se inició la preventa del CD. En junio, el mismo sitio publicó la lista de los 18 temas incluidos en la placa.
En los albores de la campaña promocional de la película, Warner Bros. renovó el aspecto del sitio web oficial de la cinta e incluyó fragmentos musicales de la banda sonora. También se lanzó un sitio especial para la venta del álbum en el cual se podrían escuchar fragmentos de las pistas contenidas en la placa discográfica. Posteriormente, Warner Bros. publicó en el sitio Soundtrack.net un adelanto exclusivo de la banda sonora. Allí se ofrecía una descripción de cada una de las pistas acompañadas de una opción que permitía oír unos 30 segundos de cada una. Además, AOL Music ofreció la posibilidad de escuchar el álbum completo en línea sin la necesidad de descargarlo.
La distribución de las pistas incluidas en el álbum no siguió el orden de aparición de la música en la película, lo que acarreó algunas críticas negativas que vieron en esa decisión un reflejo de cierta carencia de unidad compositiva y de clímax musical; el crítico Dan Goldwasser sostuvo que el aparente desorden tenía por objeto brindar una audición más placentera del álbum. Otra controversia se produjo con la utilización de títulos explícitos que develaban acontecimientos cruciales del argumento de la película.
Se comercializaron dos ediciones del CD. Inicialmente se puso a la venta la edición estándar que incluía un folleto con textos de Nicholas Hooper y David Yates sobre el proceso de composición de la música más algunas imágenes promocionales. El packaging del álbum fue diseñado por John Heiden y Nick Steinhardt de Smog Design, Inc y Ellen Wakayama estuvo a cargo de la dirección de arte del envoltorio. En octubre de 2007 se comercializó una edición especial del álbum, la cual venía en un empaque con bisagra y recubierto por tela. La cara frontal tenía un círculo de plástico en medio que dejaba ver una fotografía de lord Voldemort que fue utilizada en el primer póster promocional de la película. Esta edición incluyó un folleto de 20 páginas con una cubierta de lámina metálica con relieve.

## Análisis

### Estilo
Según señaló la crítica en su momento, la música compuesta por Nicholas Hooper posee similitudes con el sonido acuñado por John Williams y, en menor medida, algún parecido con el de Patrick Doyle. Las reminiscencias estilísticas para con Williams se sienten en la tonalidad general y en orquestaciones que recurren a elementos muy utilizados por el compositor norteamericano: el glockenspiel, las maderas y las cuerdas. A su vez, piezas como "Dementors in the Underpass" incorporan coros muy similares a las que Williams utilizó en la banda sonora de  Harry Potter y el prisionero de Azkaban para marcar la irrupción de los dementores; se destaca otro parecido en la música para los dementores de ambos artistas: el violín que desciende entre el resto de la textura orquestal sugiere el sonido del grito de Lily Potter al ser asesinada, al igual que el motivo de dos notas que Williams empleó en El prisionero de Azkaban con idénticos fines. Ambos compositores adoptaron una técnica similar para estas secuencias otorgándole valor narrativo a un instrumento. Por otra parte, el uso de la flauta en "Dumbledore’s Army" de Hooper recuerda al de "A Window to the Past" del mencionado trabajo de Williams. Las principales diferencias estéticas con su par norteamericano radican primero en su uso de los temas: a diferencia de sus predecesores Hooper no crea una identidad temática tan prominente en lo melódico, sus temas apuntan más a progresiones armónicas y figuras como el ostinato rítmico. En segundo lugar hay presencia menos acentuada de los metales, ya que Hooper no suele utilizar fanfarrias al modo de su colega Williams.
Webster comenta que los parecidos con el trabajo de Doyle son más escasos: al igual que el escocés, Hooper suele crear música con menos peso temático, sobre todo cuando funciona como música incidental y opera por debajo diálogos. A su vez, este enfoque en común tiende a demandar más esfuerzo interpretativo del espectador; se le pide que reponga más información ya que no cuenta con el subrayado hermenéutico que supone la música de Williams. Goldwasser señala similitures entre ambos músicos en la pista "Darkness Takes Over": allí las trompas parecen imitar el tema de Voldemort creado por el compositor escocés y las cuerdas realizan juegos similares a los de "The Dark Mark" de Harry Potter y el cáliz de fuego.
También se señalaron las influencias de otros compositores en el sonido de algunas composiciones específicas de Harry Potter y la Orden del Fénix. "Fireworks" guardaría ciertas semejanzas con el sonido acuñado por Howard Shore en El Señor de los Anillos: la Comunidad del Anillo y con algunos trabajos del compositor estadounidense Aaron Copland. Las cuerdas y los ostinati de "The Ministry of Magic" mostrarían la influencia de Philip Glass y del musical Les Misérables de Claude-Michel Schönberg.
No obstante, predomina un estilo diferente y propio del nuevo compositor que él mismo reconoce como más simple y que carece de las florituras típicas de Williams y de la gravedad del trabajo de Doyle. El estilo de Hooper se inclina por plasmar climas ominosos y evidencia cierto toque minimalista, el cual se ve en las piezas musicales que contienen largos fragmentos con vibraciones de cuerda apenas perceptibles, las cuales no describen ninguna melodía en particular. Algunos interpretaron este hecho como una búsqueda por crear una sensación de vacío con ruido blanco; otros vieron dichas composiciones como consecuencia de una especie de «fluir de la conciencia» en su estilo que da por resultado temas de carácter atmosférico. Se ha dicho también que el uso de la cuerda en La Orden del Fénix crea una tensión musical metafórica para señalar aquello que permanece fuera del campo visual en el largometraje. Cuando se trata de escribir música para las escena de acción los ritmos de la partitura son rápidos, pulsantes y sincopados. La escritura de música bufa se rige por orquestaciones convencionales como el clarinete y ritmos de diferentes danzas.
Un aspecto distintivo de la contribución de Hooper a la saga es el agregado de sonidos sampleados, generados con MIDI. Algunos de estos sonidos interactúan con la música orquestal (“The Dark Mark”) y otros solo son sonidos ambientales magnificados a tal punto que se pierde la distinción entre la orquesta y el diseño de sonido. Para Webster, esto hecho señalaría la disolución de los límites entre la realidad y el delirio que Harry experimenta al sentir la influencia creciente de Voldemort sobre su mente. Esta fusión probablemente provenga del pasado de Hooper como compositor de música para documentales. Otro caso de interacción con sonidos diegéticos es el reporte meteorológico que se oye al principio del filme (mezclado con el piano de “Another Story”) y una canción de la banda de indie rock The Ordinary Boys que se escucha en la sala común de Gryffindor.

### Distribución temática

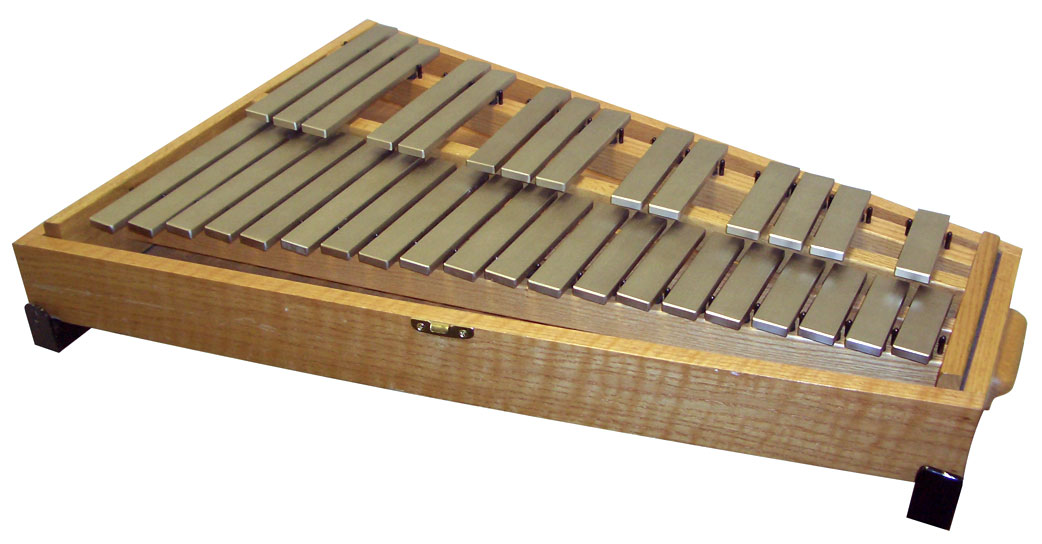
El glockenspiel es uno de los instrumentos más utilizados en el repertorio de Hooper.

Al igual que Doyle, Hooper descartó la mayor parte de los temas ideados por John Williams ya que no se sentía cómodo «escribiendo la música de otro». Aun así, el nuevo compositor utilizó el tema de Hedwig contenido en la pieza "Hedwig’s Theme" de Williams, solo que no íntegramente (con sus lados A y B a pleno). Ya que dicho tema se considera como el más representativo de la saga, Hooper consideró de vital importancia incluirlo en su trabajo y lo utilizó para apuntalar situaciones claves en la trama y momentos de especial dramatismo. El tema de Hedwig se puede escuchar varias veces en "Another Story", donde es interpretado en una versión más oscura que en anteriores bandas sonoras de la serie, con algunas disonancias, trompas, y el posterior acompañamiento de piano y samples electrónicos. El tema también se presenta al inicio de "A Journey to Hogwarts" –ejecutado con tropa, flauta y vientos de metal– y en "Hall of Prophecy", donde aparece casi disfrazado.
Por otra parte, la partitura de Hooper se estructuró sobre la base de tres temas de su autoría. El primero de ellos es el tema de la profesora Umbridge, con el cual se buscó plasmar la dualidad del personaje: mujer edulcorada y a la vez tirana brutal. El tema tuvo seis versiones antes de la definitiva, la cual se presenta en los cortes "Professor Umbridge", "Umbridge Spoils a Beautiful Morning" y brevemente con algunas campanadas en "Darkness Takes Over" y "The Room of Requirement". 
La primera de las pistas mencionadas es una marcha en la que el tema se funde y convierte en una melodía en vaivén; esta guarda semejanzas con la música de la película Hook. El compositor concibió la pieza intentando expresar la dualidad del personaje de un modo «insistente e irritante» que se advierte en la cadencia de la pista. Las variaciones en la orquestación producen una alternancia entre los lados A y B del tema, en los cuales el protagonismo a veces recae en la sección de cuerdas apuntaladas por el repiqueteo de campanas y otras en la trompa y los vientos de metal. En "Umbridge Spoils a Beautiful Morning" se reitera el tema pero la sección de cuerdas se encarga de su ejecución completa en forma de pizzicato y con un matiz más misterioso, sin concesiones al humor socarrón de la otra composición.
El segundo aporte original es el tema de posesión que marca el dominio progresivo de Voldemort sobre Harry; la frase aflora –aunque incompleta– en todas las entradas que resaltan el peligro ubicuo y la fatalidad, a veces en una versión más acelerada que en otras. El tema consiste en largas progresiones de cuerdas frotadas apuntaladas por disonancia y se ha señalado su ligazón estilística con la fuga. Hooper ha declarado que este tema representa el clímax musical de su trabajo y que se trata de su composición favorita. En "Possession", el tema aparece a lo largo de toda la pista conformando una melodía que asciende y desciende en potencia a medida que el tema se ejecuta como un adagio dolente. Al final de la pista, y un violonchelo solitario se encarga de interpretar el tema. En "The Sirius Deception", el tema solo se muestra en la primera sección y sin intervención coral pero sí con bastante disonancia; la percusión sepulta el tema dando lugar a un crescendo que conduce a una melodía optimista en la segunda sección.
El tema del Ejército de Dumbledore funciona como el último eje estructural de La Orden del Fénix y parece influido por el trabajo de John Williams así como por la música hispánica o latina. El tema desarrolla un espíritu esperanzado y laudatorio que materializa el optimismo con que surge el Ejército de Dumbledore. El tema solo aparece completo en "Dumbledore’s Army" tras una larga introducción de las flautas y es interpretado por el oboe, luego por vientos de metal y de madera «reincidiendo de forma cíclica en las segundas». Variaciones de dicha frase se pueden percibir en "The Room of Requirements", en la segunda sección de "The Sirius Deception" y en "Flight of the Order of the Phoenix" con matices más militaristas gracias a la intervención del redoblante.
Hooper también creó algunos otros temas que, a diferencia de los enumerados anteriormente, no tienen continuidad dentro de sus composiciones. El primer corte, "Fireworks", desarrolla un tema particular para los gemelos Weasley así como el inicio de "The Ministry of Magic" identifica a Arthur Weasley, padre de los muchachos, mediante la intervención del fagot. En "Loved Ones and Leaving" hay un breve fragmento donde la flautas y las ocho notas del glockenspiel describen la aparición de Luna Lovegood. "Death of Sirius" identifica la lucha feroz de los mortífagos y los miembros de la Orden del Fénix con fuertes ostinati y percusión –específicamente de los timbales– que conforman una frase musical reconocible.

## Pistas
| 1. | "Fireworks" Compositor: Nicholas Hooper. Productores: Nicholas Hooper y Darrell Alexander. Música dirigida por: Alastair King. Interpretado por: Chamber Orchestra of London.                  | 1:45 |
| 2. | "Professor Umbridge" Compositor: Nicholas Hooper.Productores: Nicholas Hooper y Darrell Alexander. Música dirigida por: Alastair King Interpretado por: Chamber Orchestra of London.           | 2:32 |
| 3. | "Another Story" * Compositor: Nicholas Hooper. Productores: Nicholas Hooper y Darrell Alexander. Música dirigida por: Alastair King. Interpretado por: Chamber Orchestra of London.            | 2:37 |
| 4. | "Dementors in the Underpass" Compositor: Nicholas Hooper. Productores: Nicholas Hooper y Darrell Alexander. Música dirigida por: Alastair King. Interpretado por: Chamber Orchestra of London. | 1:43 |
| 5. | "Dumbledore's Army" Compositor: Nicholas Hooper. Productores: Nicholas Hooper y Darrell Alexander. Música dirigida por: Alastair King. Interpretado por: Chamber Orchestra of London.          | 2:40 |
| 6. | "The Hall of Prophecy" * Compositor: Nicholas Hooper. Productores: Nicholas Hooper y Darrell Alexander. Música dirigida por: Alastair King. Interpretado por: Chamber Orchestra of London.     | 4:25 |
| 7. | "Possession" Compositor: Nicholas Hooper. Productores: Nicholas Hooper y Darrell Alexander. Música dirigida por: Nicholas Hooper. Interpretado por: Chamber Orchestra of London.               | 3:18 |
| 8. | "The Room of Requirement" * Compositor: Nicholas Hooper. Productores: Nicholas Hooper y Darrell Alexander. Música dirigida por: Alastair King. Interpretado por: Chamber Orchestra of London.  | 6:07 |
| 9. | "The Kiss" Compositor: Nicholas Hooper. Productores: Nicholas Hooper y Darrell Alexander. Música dirigida por: Alastair King. Interpretado por: Chamber Orchestra of London.                   | 1:56 |

| 10. | "A Journey to Hogwarts" * Compositor: Nicholas Hooper. Productores: Nicholas Hooper y Darrell Alexander. Música dirigida por: Alastair King. Interpretado por: Chamber Orchestra of London.                | 2:52 |
| 11. | "The Sirius Deception" Compositor: Nicholas Hooper. Productores: Nicholas Hooper y Darrell Alexander. Música dirigida por: Alastair King. Interpretado por: Chamber Orchestra of London.                   | 2:34 |
| 12. | "Death of Sirius" Compositor: Nicholas Hooper. Productores: Nicholas Hooper y Darrell Alexander. Música dirigida por: Alastair King Interpretado por: Chamber Orchestra of London .                        | 3:56 |
| 13. | "Umbridge Spoils a Beautiful Morning" Compositor: Nicholas Hooper. Productores: Nicholas Hooper y Darrell Alexander. Música dirigida por: Alastair King. Interpretado por: Chamber Orchestra of London.    | 2:38 |
| 14. | "Darkness Takes Over" Compositor: Nicholas Hooper. Productores: Nicholas Hooper y Darrell Alexander. Música dirigida por: Alastair King. Interpretado por: Chamber Orchestra of London.                    | 2:57 |
| 15. | "The Ministry of Magic" Compositor: Nicholas Hooper. Productores: Nicholas Hooper y Darrell Alexander. Música dirigida por: Alastair King. Interpretado por: Chamber Orchestra of London.                  | 2:47 |
| 16. | "The Sacking of Trelawney" Compositor: Nicholas Hooper. Productores: Nicholas Hooper y Darrell Alexander. Música dirigida por: Alastair King. Interpretado por: Chamber Orchestra of London.               | 2:13 |
| 17. | "The Flight of the Order of the Phoenix" Compositor: Nicholas Hooper. Productores: Nicholas Hooper y Darrell Alexander. Música dirigida por: Alastair King. Interpretado por: Chamber Orchestra of London. | 1:31 |
| 18. | "Loved Ones and Leaving" Compositor: Nicholas Hooper. Productores: Nicholas Hooper y Darrell Alexander. Música dirigida por: Alastair King. Interpretado por: Chamber Orchestra of London.                 | 3:15 |

(*)Contiene fragmentos de "Hedwig's Theme" compuesto por John Williams.

## Repercusión

### Críticas
Las críticas a la banda sonora fueron tibias en general, sobre todo en comparación con las que recibieron los trabajos concretados por los compositores anteriores. El común denominador de los comentarios fue la corrección y adecuación de la obra de Hooper pero también su falta de distinción.
Uno de los aspectos más objetados fue el abandono de casi todos los motivos compuestos por Williams y Doyle en pos de nuevas composiciones que no habrían conseguido la misma fuerza expresiva. En consecuencia, se señaló que los nuevos motivos no poseían suficiente «peso como para canalizar o cohesionar las difusas ideas de Hooper, sufriendo la música en varios instantes de una ambigua sensación de "querer y no poder", dentro de su correcto acabado». Al respecto de la "sustancia" de la nueva música, el crítico Óscar Giménez comentó que

Gran parte de la partitura de Hooper deambula por esos ambientes atmosféricos y tenebrosos que impregnan cada vez más las historias de Harry Potter. Sin embargo, les falta la sustancia que había en las secuencias del mismo tono cuando la música la hacían Williams o Doyle. […] Como he dicho antes, no se puede afirmar en ningún momento que el trabajo de Hooper sea malo. En líneas generales es bueno, pero no alcanza las cotas de calidad de la música creada anteriormente por John Williams y Patrick Doyle para la saga.

El sitio web Film Tracks también hizo hincapié una falta de vigor en la banda sonora. Se señaló que el tema de la profesora Umbridge, pese a resultar efectivo, fallaba parcialmente por no poder reflejar el costado humorístico y el tenebroso con igual versatilidad. El problema también se extendería a los largos fragmentos carentes de crescendos y que registran niveles de sonido apenas perceptibles, advirtiéndose también una falta de continuidad en los temas de acción. «Unas cuantas veces, la música de Hooper gira a la izquierda cuando uno espera que lo haga a la derecha. Hasta cierto punto ese enfoque es refrescante, pero dado que la franquicia ya está firmemente establecida en lo musical y que la trama es bien conocida, algunas de sus elecciones piden a gritos que [Hooper] asuma algún desafío».

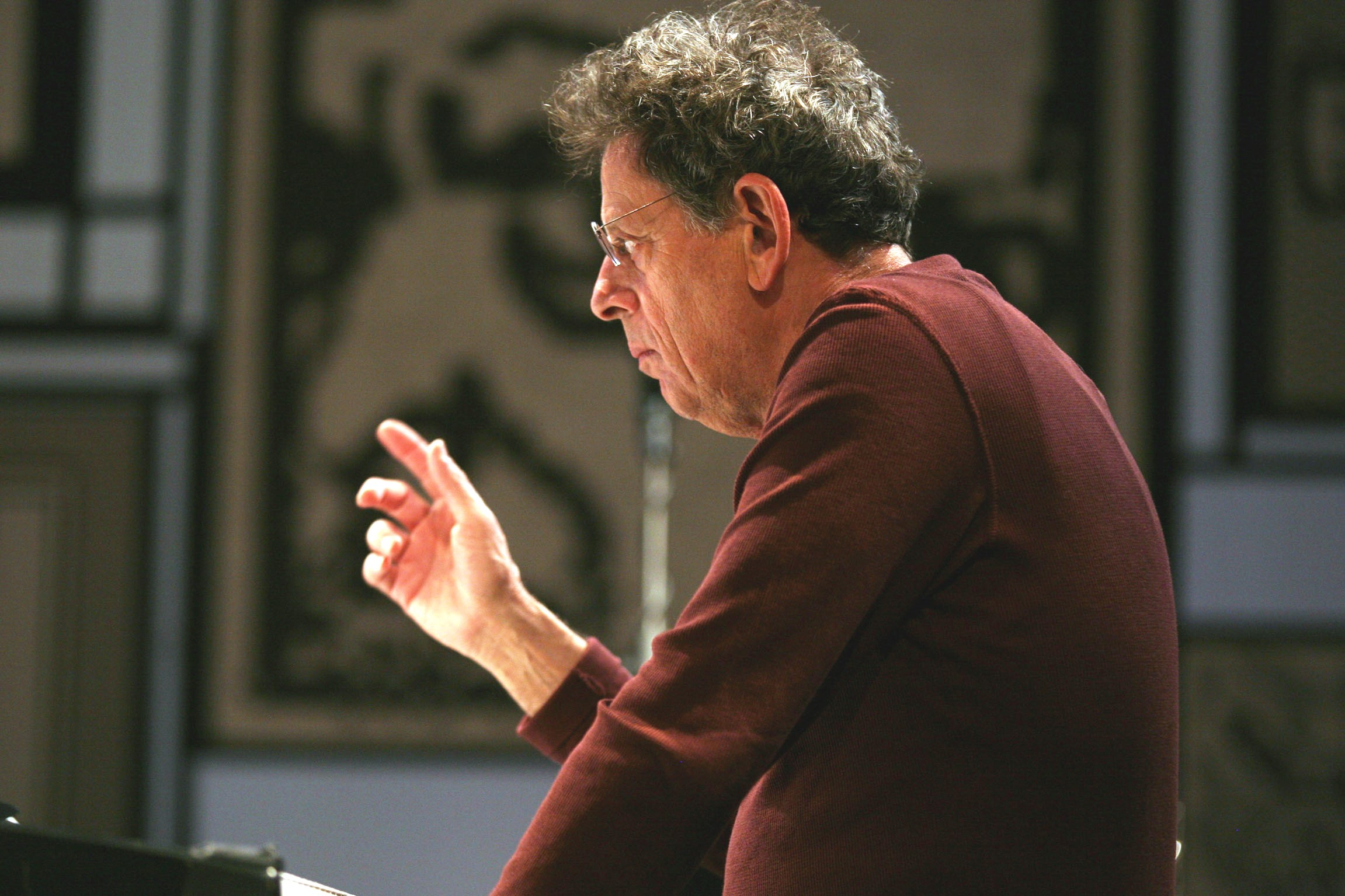
Philip Glass, uno de los compositores que han influido en Nicholas Hooper.

Dan Goldwasser advirtió que el propósito de la banda sonora era, antes que nada, acompañar la película par la cual fue compuesta; en ese aspecto la música «resulta exitosa pero no sobresaliente». El crítico también reprobó la orquestación que hacía uso de elementos chocantes como la guitarra eléctrica presente en la giga "Fireworks", un hecho que otros especialistas también criticaron. Al respecto, algunos comentaristas destacaron el desparpajo de Hooper en la utilización de instrumentos contemporáneos como la guitarra y el acordeón, muy adecuados para las necesidades de la película.
Otros desacuerdos giraron en torno a la capacidad de las nuevas composiciones para reflejar la tónica lúgubre y mágica del relato cinematográfico. Spencer D. destacó el carácter oscuro del álbum y su comedido uso de los «espacios vacíos», es decir, aquellos fragmentos donde la música es apenas perceptible y crea la sensación inquietud. También destacó la capacidad de las pistas "The Room of Requirement" y "The Ministry of Magic" para capturar la sensación de magia y asombro.
Jonathan Broxton habló de la lograda potencia de los nuevos motivos y de la exuberancia de los temas de acción –"Fireworks", "Flight of The Order of The Phoenix", "The Sirius Deception"– además de la capacidad insidiosa de "Possesion". Los contras de la obra estarían en la falta de "memorabilidad" general y la ligereza de algunas pistas que no se mostraban capaces de encarnar el costado siniestro de la película como lo habían hecho las bandas sonoras anteriores.
La reseña más positiva provino de Steve Townsley en el sitio Tracksounds. Townsley elogió la calidad del álbum destacando que a pesar de ser un compositor desconocido para el ámbito cinematográfico, Hooper había logrado estar a la altura de las circunstancias. Según comentó «Algunos de los momentos más tenebrosos de la partitura se construyen con una tensión maravillosa, salpicados con coros que indican que las fuerzas de Voldemort están haciendo de las suyas en pantalla», aunque el especialista también criticó la disposición aleatoria de las pistas. Otra crítica favorable salió de la revista Film Music Weekly, que también habló positivamente del álbum colocándolo entre los trabajos más destacados del año 2007: «bajo una nueva varita musical, la magia negra del mundo de Harry adquiere un impresionante peso dramático».

### Repercusión comercial
En Estados Unidos, el disco debutó en el puesto número 43 del ranking Billboard 200 con 16 mil copias vendidas; en el ranking de bandas sonoras, en cambio, debutó en el puesto número 5.
En cuanto a la popularidad del álbum, el sitio Film Music Weekly informó que el compacto ingresó al top 20 en el puesto número 11; para agosto del mismo año había alcanzado el primer puesto según informó el sitio. el álbum culminó el año en el puesto 13, manteniéndose entonces entre los 20 principales.

### Premios
Nicholas Hooper recibió nominaciones a tres premios, siendo el primero de ellos el galardón belga World Soundtrack Award en la categoría de Revelación. Allí figuró junto a compositores de diversa procedencia como los argentinos Daniel Terrab y Andrés Goldstein (XXY) o el alemán Ramin Djawadi (Mr. Brooks).
Al año siguiente, la banda sonora fue candidata en la categoría Mejor banda sonora de los premios entregados por la revista norteamericana Empire. En dicha entrega se encontraba nominado junto a compositores como Dario Marianelli, Marc Shaiman y la dupla Glen Hansard-Markéta Irglová.
El tercer galardón, también de 2008, fue premio Saturn entregado por la Academy of Science Fiction, Fantasy & Horror Films de Estados Unidos; en esa ocasión, Hooper perdió frente a Alan Menken por su trabajo para la película Encantada.
| Año  | Premio                  | Categoría          | Resultado |
| ---- | ----------------------- | ------------------ | --------- |
| 2008 | Saturn Award            | Mejor banda sonora | Nominado  |
| 2008 | Empire Awards           | Mejor banda sonora | Nominado  |
| 2007 | World Soundtrack Awards | Revelación         | Nominado  |

## Listas
| Chart (2005)        | Posición |
| ------------------- | -------- |
| The Billboard 200   | 43       |
| Top Internet Albums | 43       |
| Top Soundtracks     | 5        |